# خرامان
قله خرامان با ارتفاع ۳۱۷۵ متر، سرسخت‌ترین و صعب العبورترین قلهٔ کوهستان پراو بشمار می‌رود که در سمت شمال قلهٔ قته چرمی قرار گرفته‌است، صعود به این قله فنی بوده و نیازمند به ابزار می‌باشد. دور نمای این قله از فراز قلهٔ پراو به شکل قندیل است.